# Lingua ewe
La lingua ewe o ewe-gbe (Ɛʋɛgbɛ, pronunciato /eˈβe/, in italiano /eˈwe/ o /eˈwɛ/) è una lingua niger-kordofaniana parlata in Ghana e in Togo.

## Distribuzione geografica
Secondo l'edizione 2009 di Ethnologue, i locutori di ewe sono oltre 3 milioni, di cui 2.250.000 nel Ghana sudorientale e 862.000 in Togo, nella Regione Marittima e nella Regione degli Altopiani. L'ewe è una lingua nazionale in Togo. È anche una lingua regionale sostenuta dal governo in Ghana.

## Classificazione
Lo ewe è una lingua tonale, parte di un continuum dialettale chiamato comunemente gbe. Altre lingue gbe sono il fon, il gen, l'aŋlo, l'aja e il gũ.
Lo ewe è una delle lingue africane meglio documentate, grazie al lavoro svolto dal linguista Diedrich Hermann Westermann, che pubblicò molti dizionari e grammatiche di ewe e parecchi altri linguaggi gbe. Altri linguisti che hanno lavorato sull'ewe sono Gilbert Ansre (tono e sintassi), Hounkpati B. Capo (fonologia e fonetica), Herbert Stahlke (morfologia e tono), Roberto Pazzi (antropologia e lessicografia), Felix K. Ameka (semantica e linguistica cognitiva) e Alan Stewart Duthie (semantica e fonetica).

## Sistema di scrittura
L'ortografia Ewe si serve del seguente alfabeto:

A a
B b
D d
Ɖ ɖ
E e
Ɛ ɛ
F f
Ƒ ƒ
G g
Ɣ ɣ
H h
I i
J j
K k
L l
M m
N n
Ŋ ŋ
O o
Ɔ ɔ
P p
R r
S s
T t
U u  ũ
V v
Ʋ ʋ
W w
X x
Y y
Z z